# Frontières du Vanuatu
Le Vanuatu, État insulaire d'Océanie, partage des frontières avec trois pays, toutes maritimes : les Fidji, la France (via la Nouvelle-Calédonie) et les îles Salomon. Elles délimitent sa zone économique exclusive.

## Frontières

Carte topographique de la Nouvelle-Calédonie (sous souveraineté française) et du Vanuatu. Un différend oppose ces deux États sur la souveraineté des îles Matthew et Hunter.

Le Vanuatu possède des frontières maritimes avec les Fidji, la France (via la Nouvelle-Calédonie) et les îles Salomon. 
Le Vanuatu accède à l'indépendance en 1980. En 1981, le pays promulgue une loi établissant ses eaux territoriales à 12 miles marins, sa zone contiguë à 24 miles marins et sa zone économique exclusive basée à 200 miles marins depuis les côtes (ligne de base). En 2009, les coordonnées géographiques définissant la ligne de base et la ligne de base archipélagique sont vérifiées par la communauté du Pacifique Sud et promulguées par un arrêté ministériel vanuatais du 29 juillet 2009, puis déposées aux Nations unies l'année suivante.
Un désaccord territorial existe entre la France et le Vanuatu au sujet des îles Hunter et Matthew, qui sont revendiquées par les deux pays. Les deux îles, inhabitées, présentent peu d'intérêt pour leurs terres émergées, mais la zone économique exclusive autour de ces deux îles a une superficie de 190 000 km2. Lors de la visite du président français Emmanuel Macron au Vanuatu en juillet 2023, la France indique — sans revenir sur les décisions unilatérales de 1983 — souhaiter conclure un accord d'ici la fin 2023 pour « définir un espace partagé ou une gestion partagée des ressources »
En 1983, le pays débute des négociations avec les îles Salomon, qui aboutissent en 2016 à la signature d'un traité et la délimitation de la frontière entre les deux États. 
La frontière entre le Vanuatu et les Fidji ne fait l'objet d'aucun accord bilatéral, et est affectée par le conflit autour des îles Hunter et Matthew : en effet, la frontière entre les Fidji et la France se base sur une souveraineté française sur les deux îles, tandis que le Vanuatu revendique sa souveraineté sur ces îles.